# Schwarze Fruchttaube
Die Schwarze Fruchttaube (Ducula melanochroa), auch Mohrenfruchttaube oder Anthrazitfruchttaube genannt, ist eine Art der Taubenvögel, die zu den Fruchttauben zählt. Sie ist ein Endemit des Bismarck-Archipels, das politisch zu Papua-Neuguinea gehört.
Die Bestandssituation der Schwarzen Fruchttaube wird mit Least Concern (nicht gefährdet) angegeben.

## Erscheinungsbild
Die Schwarze Fruchttaube erreicht eine Körperlänge von bis zu 43 Zentimetern. Sie ist damit etwa so groß wie eine Ringeltaube, hat aber einen etwas kräftigeren Körperbau. Auf den Schwanz entfallen 13,5 bis 15,2 Zentimeter. Es besteht kein auffälliger Geschlechtsdimorphismus.
Die Wachshaut des Schnabels ist weitgehend unbefiedert, so dass die Stirn steil wirkt. Der Vorderkopf, der Scheitel, der Hals und der Mantel sind schwarz. Auf dem Mantel glänzt das Gefieder. Die Federn der Flügeldecken sind sehr schmal mehlig weiß gesäumt. Der Rücken bis zu den Oberschwanzdecken ist schwarz, die einzelnen Federn sind schmal schiefergrau quergebändert, was am auffälligsten auf den Oberschwanzdecken ist. Die Schwanzfedern sind auf der Oberseite schwarz und auf der Unterseite silbrig grau.
Das Kinn, die Kehle, die Ohrdecken, der Hals, die Brust, die Flanken, die Schenkel und der Bauch sind schwarz, die Brust hat einen bläulichen Schimmer. Der Bürzel und die Unterschwanzdecken sind dunkel kastanienbraun.
Der Schnabel ist schiefergrau mit einer schwarzen Spitze. Die Iris ist dunkelrot. Die Beine und die Füße sind dunkel weinrot.

## Verwechselungsmöglichkeit
Die Kragentaube kommt im Verbreitungsgebiet der Schwarzen Fruchttaube vor. Sie gehört einer anderen Gattung an und im direkten Vergleich sind die beiden Arten nicht verwechselbar. Noch nicht geschlechtsreife Kragentauben wirken im Flug allerdings gänzlich schwarz und können daher mit der Schwarzen Fruchttaube verwechselt werden. Sie unterscheiden sich durch längere Flügel, einen kürzeren Schwanz und haben einen längeren und dünneren Hals.

## Verbreitungsgebiet und Lebensraum
Das Verbreitungsgebiet der Schwarzkragen-Fruchttaube sind die Inseln des Bismarck-Archipels. Die Hauptinseln des Bismarck-Archipels, zu dem insgesamt 200 Inseln gehören, liegen halbkreisförmig im Nordosten Neuguineas, von dem sie durch die etwa 90 Kilometer breite Dampierstraße abgetrennt sind. Die Schwarze Fruchttaube kommt vor allem auf Neubritannien, Watom sowie den Duke-of-York-Inseln und Neuirland des Archipels vor. Die Schwarze Fruchttaube besiedelt außerdem die Insel Umboi, die in der Dampierstraße liegt.
Die Schwarze Fruchttaube kommt auf diesen Inseln vor allem in Primärwäldern und an Waldsäumen vor. Sie präferiert Bergwälder oberhalb von 500 Metern und kommt auf Neubritannien bis zu 1850 Höhenmetern vor. Auf Umboi hält sie sich in Höhenlagen zwischen 300 und 700 Metern auf.

## Lebensweise
Die Schwarze Fruchttaube lebt einzelgängerisch, paarweise und in kleinen Trupps. Gelegentlich versammeln sich bis zu 20 Tauben in einzelnen Bäumen.
Schwarze Fruchttauben suchen ihre Nahrung vor allem im oberen Wipfelbereich. Sie fressen Früchte mit einem Durchmesser von 1,5 bis 3,5 Zentimeter. Es ist noch nicht abschließend geklärt, ob die Schwarze Fruchttaube nomadisch umherzieht oder saisonale Wanderungen unternimmt. Da sie gelegentlich auf kleineren Inseln auftreten, die zwischen Neubritannien und Neuirland liegen, wird davon ausgegangen, dass Schwarze Fruchttauben zwischen diesen beiden Inseln hin und her ziehen.
Die Brutbiologie dieser Art ist noch nicht abschließend untersucht. Bis jetzt wurde nur auf Neuirland ein Nest gefunden.